# لازنیتشکی
لازنیتشکی (به چکی: Lazníčky) یک منطقهٔ مسکونی در جمهوری چک است که در ناحیه پرروف واقع شده‌است. لازنیتشکی ۲٫۹۳ کیلومتر مربع مساحت و ۱۸۹ نفر جمعیت دارد و ۳۱۰ متر بالاتر از سطح دریا واقع شده‌است.